# Dennis Ruijgrok
Dennis Ruijgrok (20 mei 1985) is een Nederlandse schaker. Hij is sinds 2017 een FIDE Meester (FM).  
- In 2004 behaalde hij in Schagen de titel Nederlands jeugdkampioen (tot en met 20 jaar). Daardoor plaatste hij zich voor het wereldkampioenschap t/m 20 jaar dat werd gehouden in Kochi (India). Winnaar werd Pendyala Harikrishna, Dennis eindigde op de 58e plaats.
- Dennis Ruijgrok eindigde met 6 uit 9 op een gedeelde tweede plaats in het toernooi om het kampioenschap van de jeugd van Nederland dat van 29 april t/m 7 mei 2005 in Schagen verspeeld werd. Joost Michielsen werd de nieuwe kampioen.
- In 2007 werd hij twaalfde in de A-groep van het Hypercube snelschaaktoernooi.[1]
- In januari 2008 speelde hij mee in de C-groep van het Corus-toernooi in Wijk aan Zee (gemiddelde rating 2494, categorie 10). Met 2 punten uit 13 partijen eindigde hij op de 14e plaats.[2]
- In 2011 eindigde het team Joost Michielsen / Dennis Ruijgrok met 10.5 pt. uit 7 rondes als zesde op het Leidse Kroeg & Loper toernooi, 1.5 punt onder de winnaars Lars Ootes / Lennart Ootes.[3]

Tot 2013 speelde hij bij de Haagse vereniging Discendo Discimus. In 2016 speelde hij voor De Wijker Toren. In 2018 speelde hij bij DSC in Delft.
Dennis Ruijgrok is ook actief als pokeraar.

## Partij
Hier volgt uit het toernooi om het kampioenschap van de jeugd van Nederland van 2005 de partij van Dennis Ruijgrok met wit tegen Sander van Eijk: 

Dennis Ruijgrok – Sander van Eijk, Nederlands jeugdkampioenschap 2005
schaakopening Siciliaans - Löwenthal-variant Eco-code B 32
1.e4 c5 2.Pf3 Pc6 3.d4 cxd4 4.Pxd4 Db6 5.Pb3 Pf6 6.Pc3 e6 7.Le3 Dc7 8.g3 Lb4 9.Lg2 Pe5 10.Ld4 Pc4 11.0-0 e5 12.Pb5 Dc6 13.Pxa7 Txa7 14.Lxa7 b6 15.Pd4 exd4 16.e5 Pd5 17.Dxd4 Lb7 18.Tfd1 Dc7 19.Lxd5 La6 20.Lxc4 Lc5 21.Lb8
diagram (1–0)